# 最初のキモチ
「最初のキモチ」（さいしょのキモチ）は、チェキッ娘の3枚目のシングル。

## 収録曲
1. 最初のキモチ
作詞:森浩美 / 作曲:D・A・I / 編曲:亀田誠治
2. アニマルサマーの夏が来る!
歌:NEOちゃっきり娘（上田愛美、久志麻理奈、佐々木絵美子）
作詞:高橋研 / 作曲:中原めいこ / 編曲:亀田誠治
3. ありがと・愛してる
歌:リトルマーメイド（矢作美樹、町田恵） with チェキッ娘
作詞・作曲:高橋研 / 編曲:亀田誠治
4. 最初のキモチ（オリジナルカラオケ）

## 概要
- 下川みくに卒業後初のシングル。前作「はじまり」まで不参加だった大瀧彩乃（ID020）、大田祐歌（ID021）もレコーディングに参加した。『DAIBAクシン!!』（フジテレビ）シリーズの放送の中では『DAIBAクシン!!GOLD』の1999年4月23日放送で初めて披露された。
- 前作から引き続き矢作美樹、新井利佳、上田愛美、藤岡麻美がフロントメンバー（メインボーカル）を務め、下川に替わって松本江里子がフロントに入った。途中、間奏の所で英語の台詞があるが、この台詞を松本が担当していた。
- 特典として、フロントメンバーの5人、NEOちゃっきり娘、リトルマーメイドの中のいずれか1枚のトレーディングカードが封入されていた。
- ジャケット写真は、メンバー全員がスティックを持った、ホッケーのユニフォーム姿（上が白いシャツで、下がチェック模様のスカート）である。